# Stephan Rath

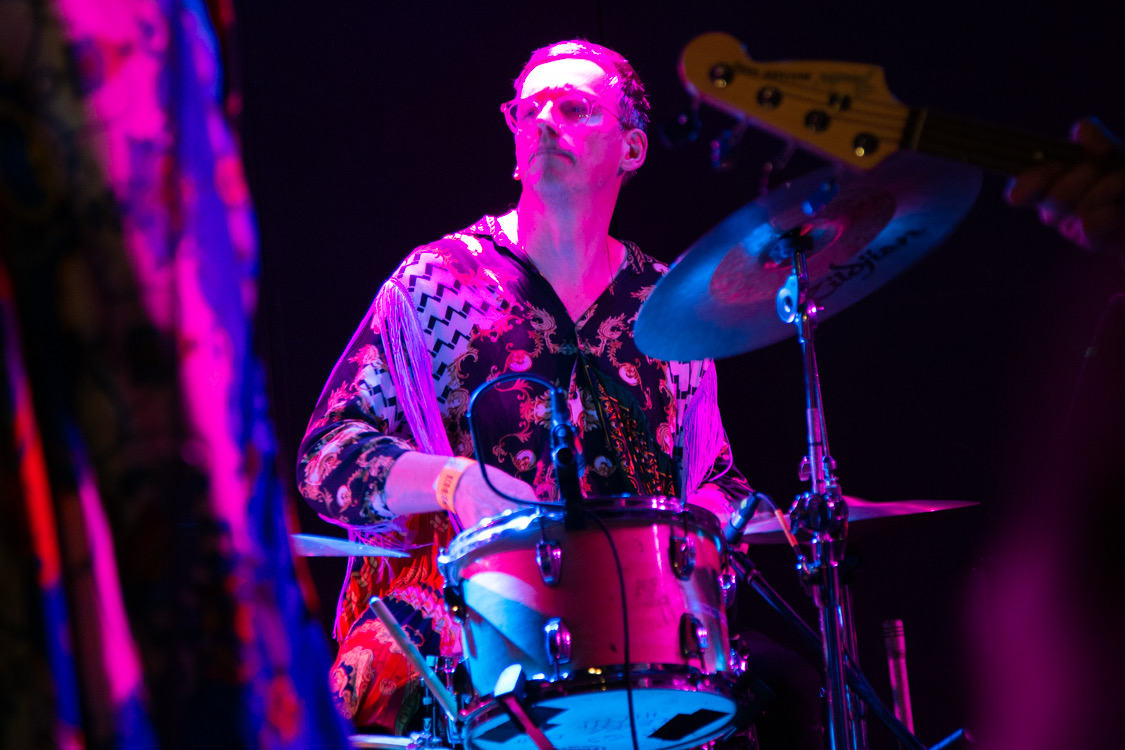
Stephan Rath beim Auftritt der Band Die Goldenen Zitronen in der Mercury Lounge, New York City 2019, anlässlich einer Ausstellungseröffnung des Künstlers Daniel Richter.

Stephan Rath (* 18. April 1967 in Bergisch Gladbach) ist ein deutscher Musiker und Musikmanager.

## Biografie
Seit den 1980er Jahren ist Stephan Rath als Musiker bei verschiedenen Musikgruppen tätig. So war er unter anderem Drummer bei den Bands Nixon Now, Workshop (mit u. a. Stephan Abry und Kai Althoff) und The Embryonics und spielte unter dem Künstlernamen Fiddler bei den alternativen Rockbands Montanablue & Blaine L. Reininger und Supreme Machine Schlagzeug. Er ist Mitglied der Hamburger Band Les Robespierres und seit 2001 neben Enno Palucca der zweite Schlagzeuger von Die Goldenen Zitronen.
Darüber hinaus ist Stephan Rath im Musikmanagement tätig. Er leitet die Management Abteilung des Labels Buback und vertritt exklusiv die Künstler Tocotronic, Drangsal, Pantha du Prince, Jungstötter, Die Nerven, Isolation Berlin und Sookee, Sukini.

## Diskografie

### Les Robespierres
- 1996: Todo Li, Vi E Bebi (Single, 7″, Tom Produkt / Buback)
- 1997: Repentista / Maldicao (Single, 7″, Buback)
- 1998: Repentista Repetista (Album, LP, Buback)
- 2003: Les Robespierres / Melissa Logan – L’Amerique (A Propaganda Operette)  (Album, CD, Chicks On Speed Records / Buback)

### Nixon Now
- 1999: Solution Revolution (Album, CD, Loudsprecher)
- 1999: U.C.P. (Single, 7″, Fanboy Records)
- 2002: Lo-Lite / Nixon Now – Split (7″, Exile On Mainstream Records)
- 2004: Nixon Now / Nomad Riders – Swamp Room Single Club (7″, Single, Swamp Room Records)
- 2005: Altamont Nation Express  (Album, CD, Elektrohasch Schallplatten)
- 2018: The NOW Sound (Album, Elektrohasch Schallplatten)

### Montanablue
- 1989: Chained To An Elephant (Album, CD, Pinpoint Records)
- 1989: A Showcase Of Manly Delights (Album, CD, Pinpoint Records)
- 1989: Zeb And Lulu (Single, 7″, Independent / Pinpoint Records)
- 1989: Foolish Man (Single, 7″, Pinpoint Records)
- 1991: We Always Are Where We Go (Album, CD, Chlodwig)

### Supreme Machine
- 1993: Beam (Album, CD, Dragnet Records)
- 1995: Ralimek Star (Album, CD, Dragnet Records)

### The Embryonics
- 1992:  Enter The Sick World Of The Embryonics (Single, 7″, Unique)
- 1994:  My Problems Are Bigger Than Your... (Single, 7″, Unique)

### Workshop
- 2000: Talent / Meiguiweisheng Xiang / Mundwinkelplage (Album,3xLP Compilation, Ladomat 2000)